# آنایلسون بریتو نولیتو
آنایلسون بریتو نولیتو (به پرتغالی: Anaílson Brito Noleto) هافبک اهل برزیل است که در شهر Estreito و در تاریخ ۸ مارس ۱۹۷۸ به دنیا آمده‌است.
آنایلسون بریتو نولیتو در تیم‌های فوتبال Rio Branco-SP سابقهٔ حضور دارد.